# Inscripción de Esmet-Akhom

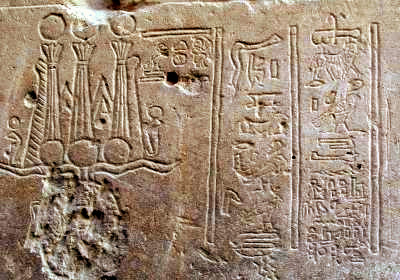
Detalle de la inscripción jeroglífica.

La inscripción de Esmet-Akhom (también llamada Philae 436) es la última inscripción conocida en jeroglíficos egipcios. Está toscamente grabada en el muro de la Puerta de Adriano, junto al Templo de Isis en File, al sur de Egipto, en el año 394.

## Contexto histórico
En esa época, el Egipto romano había sido ampliamente cristianizado, siendo Egipto una diócesis independiente dentro de la prefectura pretoriana de Oriente. 
Las visitas de blemios egipcios paganos de las colinas del Mar Rojo, para rendir homenaje a la diosa Isis, obligaron a los emperadores bizantinos a permitir que el templo permaneciera abierto a pesar del edicto de Teodosio, del año 392, decretando cerrar todos los templos egipcios. Entre los años 535 y 537, el emperador Justiniano ordenó el cierre definitivo del templo, el encarcelamiento de los sacerdotes y el traslado de sus estatuas a Constantinopla. El templo fue dedicado a San Esteban, y se erigieron más iglesias en la antigua isla sagrada.

## Texto de la inscripción
La inscripción contiene una parte en escritura jeroglífica y otra en escritura demótica, ante una figura del dios Mandulis a quien se dedica. La parte demótica está fechada en "el día del aniversario del nacimiento de Osiris, año 110 [de la época de Diocleciano ]", que se corresponde con el día 24 de agosto del año 394.
La inscripción jeroglífica dice:
«Ante Mandulis, hijo de Horus, por la mano de Esmet-Akhom, hijo de Esmet, segundo profeta de Isis, sempiterno. Palabras pronunciadas para Mandulis, señor del abatón, gran dios.»
La inscripción demótica dice:
«Yo Esmet-Akhom, escriba del archivo de Isis, hijo de Esmet-Panekhate, segundo profeta de Isis, cuya madre es Eswe-Ra, he grabado esta figura de Mandulis para eternizarlo, porque es amable conmigo. Hoy, en el día del aniversario de Osiris, en su fiesta del año 110 (de la época de Diocleciano).»

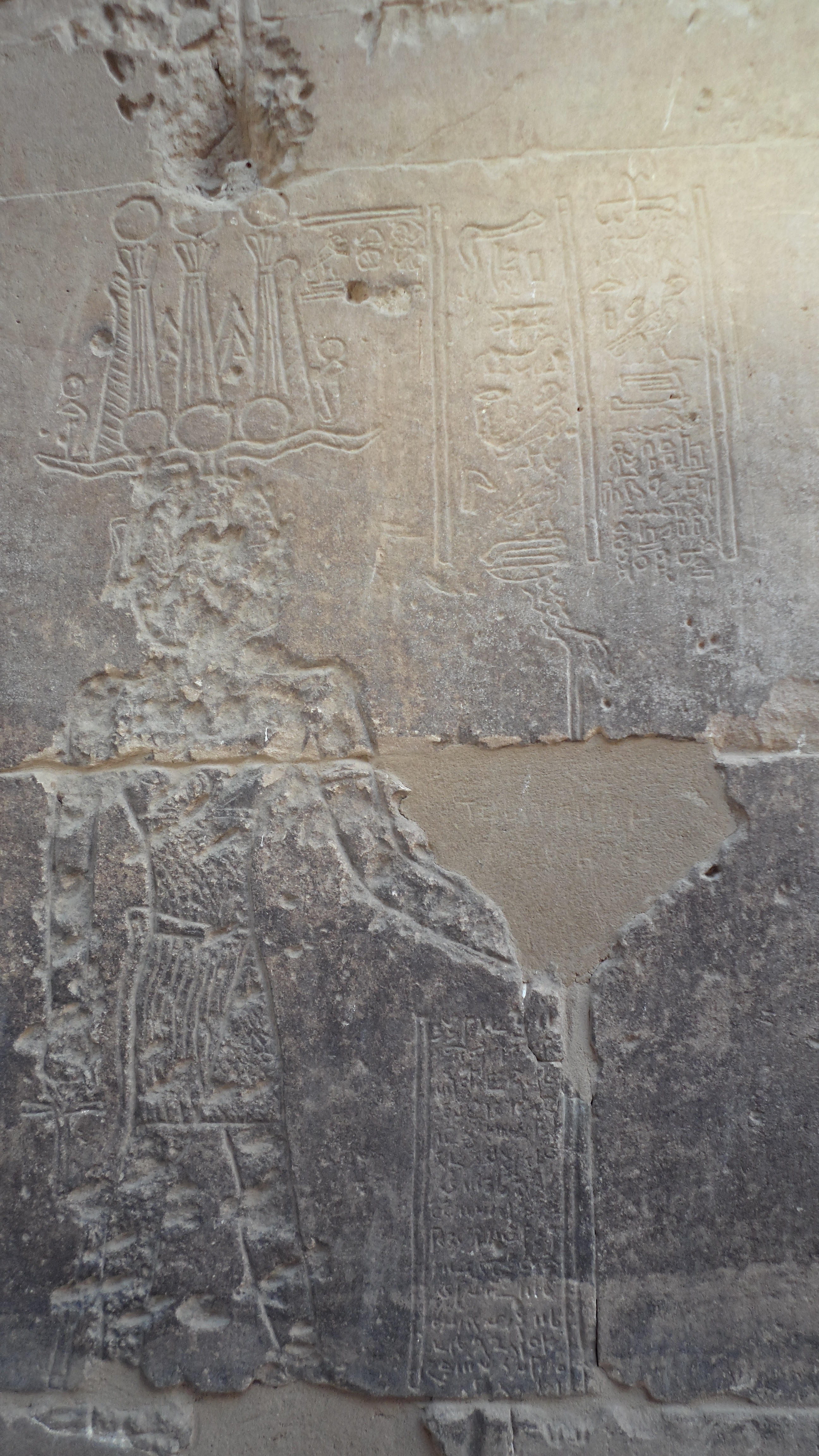
Imagen de la inscripción.
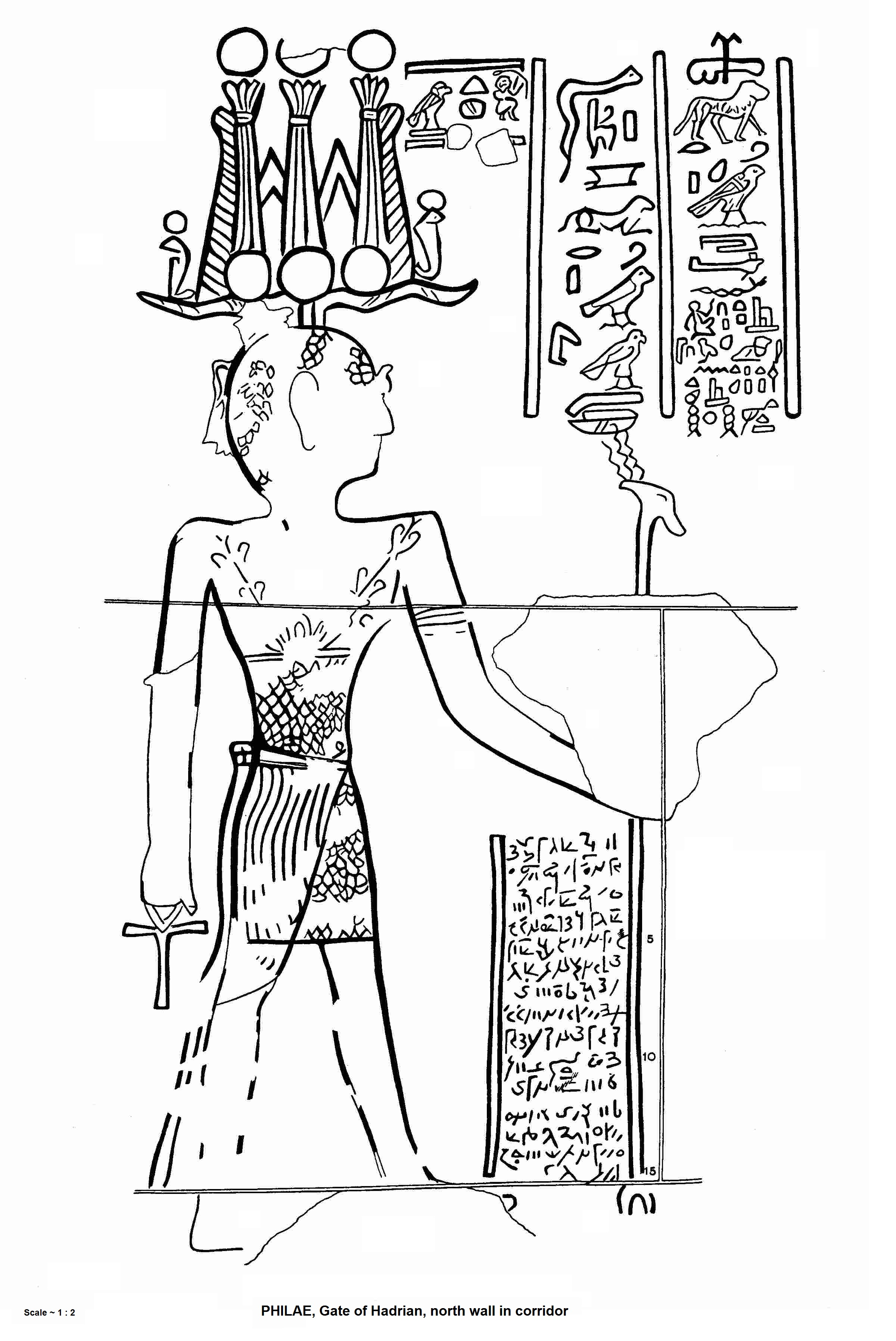
Dibujo de la inscripción.
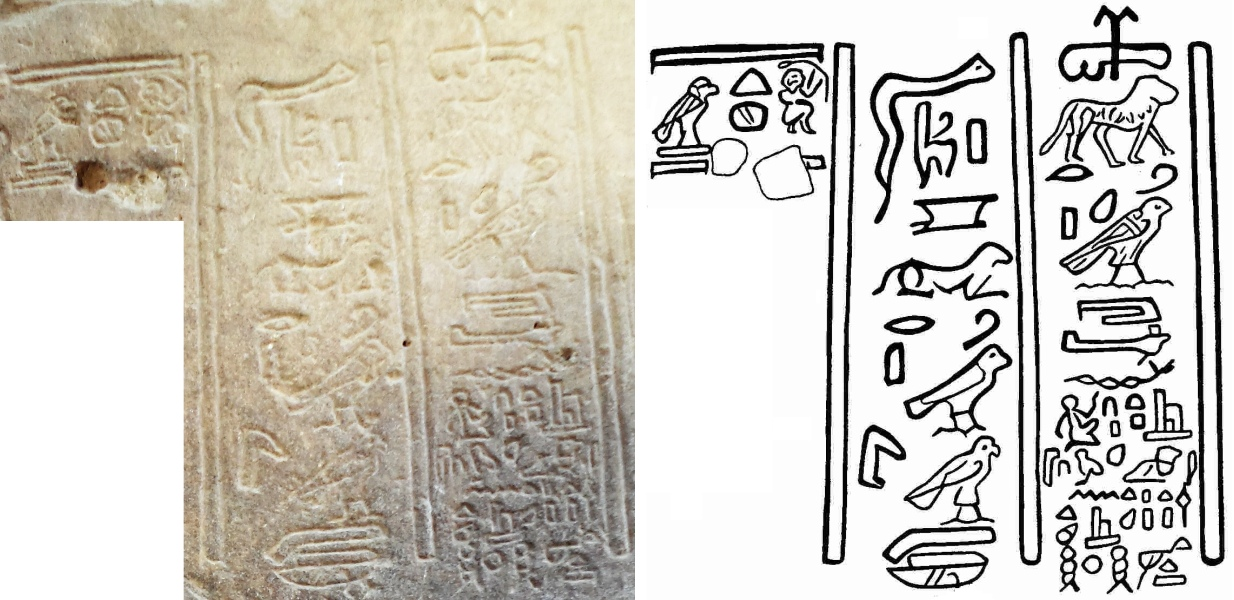
La inscripción jeroglífica.
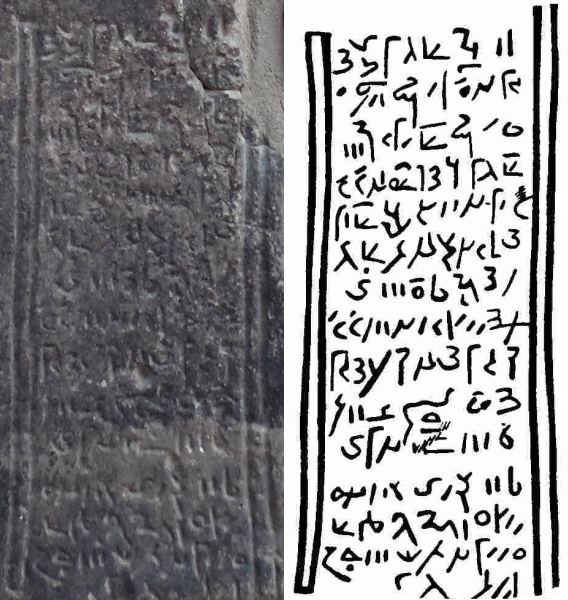
La inscripción demótica.